# Emanuel Felke
Pour les articles homonymes, voir Felke.
Erdmann Leopold Stephanus Emanuel Felke, né le 7 février 1856 à Kläden près de Stendal et mort le 16 août 1926 à Munich, est un pasteur protestant connu pour défendre les médecines naturelles. Il vit et pratique de 1896 à 1914 à Repelen (de), près de Moers, et de 1915 à 1925 à Bad Sobernheim. Il développe les cures Felke portant son nom, a recours à l'iridologie et est considéré comme le fondateur de l'homéopathie complexiste.

## Biographie
Du fait de ses traitements à base d’argile et de ses bains d’argile, Felke fût souvent surnommé le Pasteur Argile. Les régimes de Felke étaient basés sur une alimentation saine et des exercices physiques. Les patients recevaient des repas contenant peu de viande, des traitements à base de terre médicinale et des bains froids en extérieur dans des baignoires en zinc. Ils devaient dormir par terre sur un sol argileux ou sur des sacs de paille dans des cabines ouvertes exposées à l’air et à la lumière.

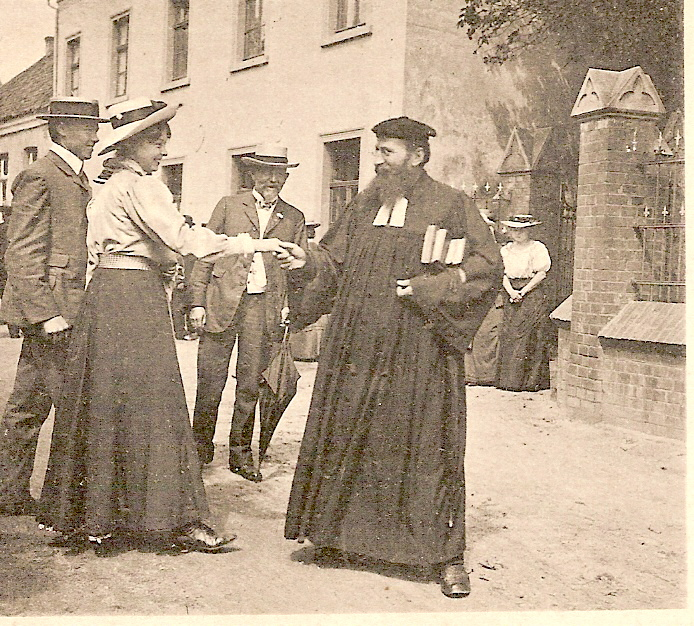
Le pasteur Felke devant l'hôtel Linden.

Felke, fils de professeur et petit fils de pasteur, s’intéressa à la médecine alors qu’il étudia la théologie. Il assista aux cours de médecine à l’université pendant plusieurs semestres. Il a toujours été intéressé par les plantes médicinales tout comme le célèbre Hahnemann (inventeur de l’homéopathie) et Priessnitz (hydrothérapie). Dans sa première paroisse de Cronenberg, il traita, lors de l’épidémie de diphtérie, des patients avec des remèdes homéopathiques et obtint leur reconnaissance. En 1894, il commença son activité de pasteur au sein de l’église protestante de Repelen. En 1896, des citoyens créèrent à Repelen une société d’homéopathie pour soutenir Felke dans ses recherches. Il distribuait bien souvent et gratuitement ses remèdes homéopathiques.
Felke est considéré comme le fondateur de l’homéopathie complexiste. Il s’appuya sur les enseignements de Hahnemann et commença à associer différentes substances pour traiter les maladies chroniques. En 1897, Felke et plusieurs représentants de la ville visitèrent la région montagneuse de la Harz où Adolf Just, une autre personnalité de la médecine naturelle, avait ouvert une station thermale à Eckertal. La visite leur fit une forte impression et ils décidèrent de créer un centre similaire à Repelen.
Près de l’église du village, une grande prairie sur les bords du lac de Repelen fut achetée pour 50 000 goldmarks (l'équivalent d'environ 250 000 euros) où le centre fut construit grâce à un effort personnel considérable. 50 cabines à ciel ouvert pouvant accueillir de 100 à 120 personnes furent ajoutées, ainsi que des zones de relaxation. Le centre, actuellement toujours aussi populaire, fut inauguré en 1898. Les bains et les activités sportives et de gymnastiques étant pratiqués dévêtu, il y avait deux parcs entourés de barrières : un pour les hommes et un pour les femmes. Felke développa déjà à Repelen, puis à Bad Sobernheim, une activité florissant. La taille du centre était initialement considérée comme largement suffisante. En pleine saison, entre mai et octobre, on trouvait toutefois plus de 400 clients à Repelen. Ainsi, beaucoup d’entre eux étaient logés dans des chambres d’hôtes aux alentours. De nombreux visiteurs du spa venaient de très loin : des États-Unis, d’Angleterre ou de Russie. Cela représentait, pour le village en général et pour l’industrie hôtelière en particulier, un essor économique considérable. L’hôtel Jungborn fut construit en 1914. Cependant, ce nouveau mouvement, plutôt inhabituel pour la population rurale, était également très critiqué. Les visiteurs du spa étaient nus durant les traitements. Si bien que Felke fut accusé d’atteinte à la pudeur. Il combattit de manière véhémente cette accusation. Le parc fut même brièvement fermé en 1899, car la décision d’élever la hauteur des barrières à trois mètres ne fut pas prise assez rapidement. Les autorités cléricales se méfiaient également des activités de Felke. La commune confirma toujours que Felke remplissait son devoir pastoral. Ces critiques n’évitèrent pas l’avancée du mouvement de Felke. À partir de 1914, les centres de spa de Felke étaient établis à Berlin, Aix-la-Chapelle, Krefeld, Kettwig, Dortmund, et Stettin. Ces établissements n’étaient pas autorisés à utiliser les appellations « méthode de Repelen » ou « méthode de Felke » à moins d’obtenir une confirmation de Felke et d’avoir été formé et autorisé par lui. Durant cette période, un grand nombre d’association à l’effigie de Felke se créèrent, regroupant plus de 2 500 adhérents. Un journal à l’effigie de Felke était également publié.

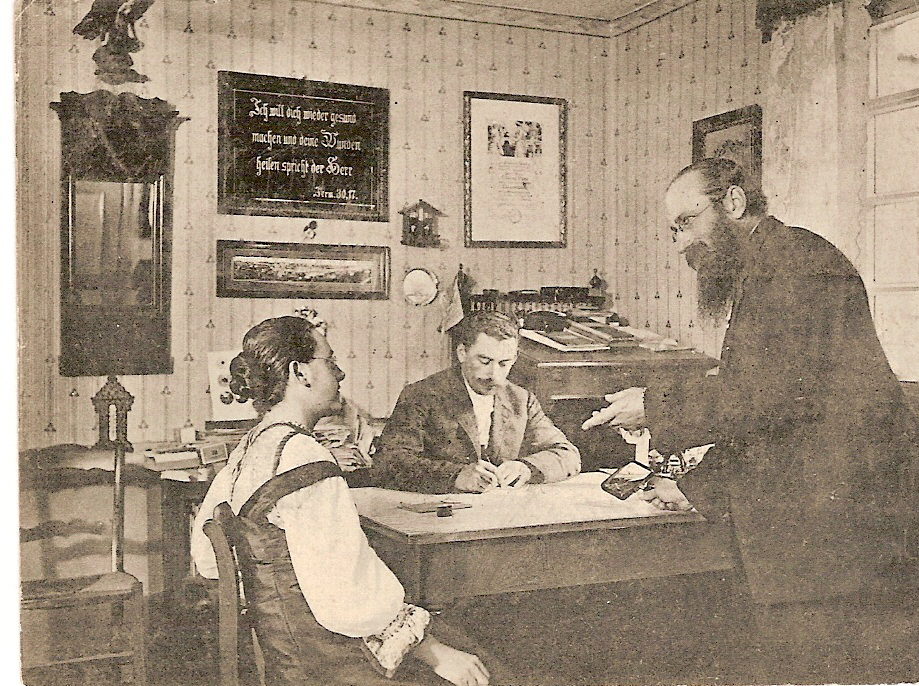
Le pasteur Felke dans son cabinet médical.

Lorsque la première guerre mondiale se déclencha, le développement de ce mouvement fut abruptement stoppé. Les centres de spa étaient utilisés comme hôpital militaire. De plus Felke avait dû abandonner son pastorat pour cause d’infidélité et n’avait plus de revenu. Il continuait pourtant de délivrer ses traitements homéopathiques gratuitement.  Felke s’installa à Bad Sobernheim en 1915 avec un de ses disciples et développa à nouveau un centre de spa très prospère.
Après la guerre, Felke se rendait à Repelen tous les 15 jours, mais le centre ne retrouva jamais le succès rencontré à l’origine. C’est ainsi que fut fermé le centre. La société Jungborn vendit son hôtel et cessa toutes ses activités en 1934. Felke travailla à Bad Sobernheim jusqu’à sa mort. Il est en grande partie responsable du succès et de la renommée de la ville en tant que destination spa. Un monument et un musée furent érigés en son honneur et il fut nommé citoyen d’honneur.

## Œuvres

### Iridologie
Felke était connu pour sa pratique de l’iridologie. Même si cette pratique de diagnostic était acceptée par un grand nombre de praticien, de nombreux médecins la considèrent comme une pseudo-science.  Felke fut accusé pour coups et blessures et 16 procès eurent lieu. Il fut même inculpé pour homicide involontaire, mais fut toujours acquitté. Durant le dernier procès en 1909, Felke dut devant de nombreux médecins (notamment le renommé chirurgien et conseiller municipal Carl Garrè) diagnostiquer 20 patients uniquement en regardant leur iris. Felke protesta car il lui fut interdit de discuter avec les patients pour connaitre leurs antécédents médicaux. Il s'agit de la première étape pour aboutir au diagnostic. Ce processus d’interrogation du patient par le thérapeute pour retracer les douleurs physiques et psychologiques était souvent rejeté par les médecins. Il est impossible de savoir combien de diagnostics corrects Felke a réussi à établir, mais il fut capable de convaincre les juges.

### Cures Felke
Les cures de Felke sont composées des éléments de base suivant : bain de siège, bain d'air et de lumière, bain d’argile, et dormir à même le sol. À cela s’ajoute une alimentation avec peu de viande, beaucoup de légumes, du blé vert, des pommes de terre et des fruits. Felke espérait supprimer toutes toxines du corps grâce à une sous-alimentation. Pour certains patients, Felke prévoyait d’autres régimes en fonction de leur diagnostic. En 1992, un sentier pieds nus inspiré des idées de Felke a été créé à Bad Sobernheim. La boucle de 3,5 kilomètres comporte plusieurs passages composés de pierres naturelles, de gravillons, de boue ou de bois activant les sens, les réflexes du pied et l’ensemble de l’appareil locomoteur.
Il existe actuellement toujours de nombreuses associations à l’effigie de Felke. Bad Sobernheim proposent toujours les cures Felke avec ses trois stations thermales et les autres aux alentours notamment à Diez sur le Lahn et à Meddersheim. Les bains d’argile ainsi que l’iridologie sont devenus au début du XXIe siècle des pratiques courantes de la naturopathie. L’institut Felke de l’Iridologie a été fondé en 1984. Il existe également, à Bad Sobernheim, un groupe de travail dédié aux thérapies de Felke, et le fabricant de médicaments d’homéopathie complexiste Hevert Arzneimittel GmbH & Co. KG. Tout comme Kneipp, Preissnitz, Rikli, Kuhne et Just, Felke fait partie des praticiens influents ayant joué un rôle majeur dans le développement de la naturopathie au début du XXe siècle. Cependant, Felke ne se considérait pas comme l’inventeur d’un nouveau type de traitement. « L’homéopathie m’a convaincu par sa simplicité et son uniformité. C’est la colonne vertébrale de l’ensemble de ma méthode. » Felke prescrivait, au début, essentiellement des remèdes homéopathique uniciste avant de se tourner vers l’homéopathie complexiste. Durant les 10 dernières années de sa vie, il utilisait exclusivement ce type de remède, partant du principe que le traitement agirait plus vite si la maladie complexe était guérit par un « médicament complexe. »